# 698

## Esdeveniments
- Els àrabs prenen Cartago a l'Imperi Romà d'Orient i la destrueixen completament
- L'emperador romà d'Orient Lleonci II és deposat i succeït per Tiberi III Absimar
- El general àrab Sufyan al-Assamm, en campanya contra els kharigites a l'actual Iraq, venç i mata el cap  azraquita (o azrakita) Qatari ibn al-Fujaa
- El Concili d'Aquileia marca la fi del Cisma dels Tres Capítols i el retorn dels cismàtics a la comunió amb Roma
- Fundació del regne de Balhae, al sud de Manxúria i nord de Corea
- A instàncies de l'abadessa Irmina d'Oeren, Willibrord d'Utrecht, primer bisbe de la diòcesi d'Utrecht, funda una abadia al lloc d'Echternach (a l'actual Luxemburg)

## Naixements
- Abe-no-Nakamako, erudit, buròcrata i poeta japonès que va viure en l'era Nara.

## Necrològiques
- Suraqah al-Bariqi, poeta àrab
- 6 de maig - Eadberht, bisbe de Lindisfarne